# هاني العويض
هاني العويض (مواليد 1 يوليو 1979) هو لاعب كرة قدم سعودي .
كانت بداياته مع نادي القادسية و لعب بعدها لأندية الفيصلي والخليج ونجران و وقع مع نادي العدالة في عام 2014 .

## وصلات خارجية
- هاني العويض